# Valle de Losa
Valle de Losa (baskiska: Lausa Harana) är en kommun i Spanien.   Den ligger i provinsen Provincia de Burgos och regionen Kastilien och Leon, i den norra delen av landet, 290 km norr om huvudstaden Madrid. Antalet invånare är 565. Arean är 226 kvadratkilometer.
Terrängen i Valle de Losa är kuperad.